# Менезес, Глория
Глория Мене́зес (порт. Glória Menezes, род. 19 октября 1934, Пелотас, Риу-Гранди-ду-Сул) — бразильская актриса.

## Биография
Глория Менезес начала свою карьеру с участия в театральных постановках, не завершив обучения в школе драматического искусства университета Сан-Паулу. Первая её роль на телевидении, в телесериале 1959 года Дионисиу ди Азеведу «Место под солнцем» приносит ей премию «открытие года». В кино свою первую роль она исполнила в 1962 году в фильме Анселмо Дуарте «Исполнитель обета», получившем на кинофестивале в Каннах «Золотую пальмовую ветвь». С совместного участия в 1963 году в телесериале «Номер 2-5499 занят» начинается её творческий и брачный союз с актёром Тарсизиу Мейра.
Менезес снялась более чем в 30 телесериалах, и в большинстве из них она работала вместе с мужем. Среди её многочисленных телевизионных ролей стоит отметить следующие: Ана Прета («Отец-герой»), Роберта Леони из «Войны полов», Лауринья Фигейроа («Королева Металлолома»). Лауринья Фигейроа стала первым персонажем бразильских телесериалов, откровенно продемонстрировавшим самоубийство. В телесериале «Хозяйка судьбы» через её персонаж была затронута тема болезни Альцгеймера у людей пожилого возраста.

### Личная жизнь
Нилседеш Соареш Магальянс родилась в городе Пелотас на юге Бразилии. Её имя составное — из частей имён её родителей Нилу Круз Гимираеша и Мерседеш Соареш (Нил+седеш). В 6-летнем возрасте переезжает вместе с семьёй в Сан-Паулу. В возрасте 17 лет выходит замуж за своего дальнего кузена Арналду Бриту. От этого союза у неё рождается двое детей — Мария Амелия и Жоан Паулу. После успеха во Франции фильма «Исполнитель обета» она вернулась в Бразилию, развелась с мужем, и забрав детей переехала в дом матери.
Через несколько месяцев она познакомилась со своим вторым мужем — Тарсизиу Мейра. Брак они зарегистрировали лишь в 1978 году, когда их единственному общему сыну, Тарсизиу Фильу было уже 13 лет. У Глории Менезес двое внуков (дети Марии Амелии).

## Фильмография

### Телевидение
- 2015 — Совершенно бесподобная — Эстелла (Эстелинья) Карнейру де Алькантара
- 2013 — Редкое сокровище — Перола
- 2012 — Они сводят меня с ума — Виолета
- 2008 — Фаворитка — Ирене Фонтини
- 2006 — Страницы жизни — Лалинья
- 2004 — Хозяйка судьбы — Баронесса Лаура Коррейа ди Андраде и Коуту
- 2004 — Цвет греха — Кики ди Квинсбург
- 2004 — Единственное сердце — Камила Матараццо
- 2002 — Поцелуй вампира — Зороастра
- 1998 — Берег мечты — Донна Коло
- 1998 — Вавилонская башня — Марта Толеду
- 1998 — Дворняжка — Стела
- 1996 — Новая жертва — Жулия Брага
- 1992 — Да поможет нам Бог — Баби Буэно
- 1990 — Королева Металлолома — Лауринья Фигейроа
- 1987 — Brega & Chique — Розмари да Силва
- 1984 — Телом к телу — Тереза Фрага Данташ
- 1983 — Война полов — Роберта Леони
- 1981 — Ирония судьбы — Джордана
- 1979 — Отец-герой — Ана Прета
- 1977 — Волшебное зеркало — Лейла Ломбарди
- 1975 — Крик — Марта
- 1973 — Полубог — Анжела
- 1973 — Стальной конь — Миранда
- 1971 — Мужчина, который должен умереть — Эстер
- 1970 — Братья Коражень — Мария де Лара/Диана/Марсия
- 1969 — Мятежная роза — Роза
- 1968 — Танец ветров — Вивиан Шевалье
- 1967 — Кровь и песок — Донья Сол
- 1967 — Большая тайна — Марта/Ана Сесилия
- 1966 — Каменные души — Кристина Ромальо
- 1965 — Побежденная богиня — Сесилия
- 1963 — Номер 2-5499 занят — Эмили

### В кино
- 2006 — Если бы я был тобой
- 1984 — Чтобы пережить большую любовь
- 1979 — O Caçador de Esmeraldas
- 1973 — O Descarte
- 1972 — Независимость или смерть
- 1964 — Lampião, o Rei do Cangaço
- 1962 — Исполнитель обета

## Награды и премии
- 2005 — премия Оскарито
- 2025 — Кавалер Большого креста ордена Культурных заслуг[6]